# Rue du Bourg-Tibourg
La rue du Bourg-Tibourg est une voie, ancienne, du 4e arrondissement de Paris, dans le quartier du Marais.

## Situation et accès
La rue du Bourg-Tibourg, d'une longueur de 171 mètres, est située dans le 4e arrondissement, quartier Saint-Gervais, et commence au 42 bis, rue de Rivoli et finit au 7, rue Sainte-Croix-de-la-Bretonnerie.
Ce site est desservi par les lignes 1 et 11 à la station de métro Hôtel de Ville.

## Origine du nom
La rue du Bourg-Tibourg était la rue principale d'un ancien petit bourg, qui tenait son nom d'un nommé « Thiboud », ou « Thibault », qui était hors de Paris avant l'époque de la première enceinte médiévale et qui fut intégré dans Paris après la construction de l'enceinte de Philippe-Auguste.

## Historique
Sous le règne de Louis le Jeune (1137 à 1180), cette voie était complètement bâtie.
Elle est citée dans Le Dit des rues de Paris, de Guillot de Paris, sous le nom de « rue du Bours Tibout ».
Pierre de Craon (vers 1345- 1409) habitait cette rue qui fut écrite sous les formes « rue Bourtibourg » et « rue de Bourtibourg ». Sa maison fut rasée après qu'il eut tenté d'assassiner le connétable Olivier de Clisson en 1392. L’emplacement est donné par Charles VI à la paroisse de Saint-Jean-en-Grève pour y établir le cimetière Vert ou cimetière Neuf-Saint-Jean, au nord de la rue de la verrerie,.
Elle est citée sous le nom de « rue Bourtibourg » dans un manuscrit de 1636 dont le procès-verbal de visite, en date du 22 avril 1636, indique : « pleine de boues et d'immundices ». Elle figure encore sous ce nom dans l'Almanach royal pour l'année 1700.
Une décision ministérielle du 13 ventôse an VII (3 mars 1799) signée François de Neufchâteau fixe la largeur de cette voie publique à 9 mètres. Cette largeur est portée à 10 mètres, en vertu d'une ordonnance royale du 28 octobre 1838.
Au XIXe siècle, la rue du Bourg-Tibourg, d'une longueur de 136 mètres, qui était située dans l'ancien 7e arrondissement, quartier du Marché-Saint-Jean, commençait au 2, rue de la Verrerie et au 20, rue de Bercy et finissait aux 9-11, rue Sainte-Croix-de-la-Bretonnerie.
La rue est aujourd'hui au cœur d'un quartier qui, historiquement, a vu s'installer de nombreux commerces de produits alimentaires secs, tels que le café, le thé, le chocolat et les confiseries.
La rue abrite toujours un commerce de thé : la maison de thé Mariage Frères, la famille Mariage s'y étant installée dès la première moitié du XIXe siècle au no 10 et plus tard au no 30.
Dans le prolongement de la rue du Bourg-Tibourg, de l'autre côté de la rue de Rivoli, se trouve la place Baudoyer avec la mairie du 4e arrondissement de Paris.
Une partie de cette rue, qui a effectivement la forme d’une place, est improprement appelée « place du Bourg-Tibourg ».

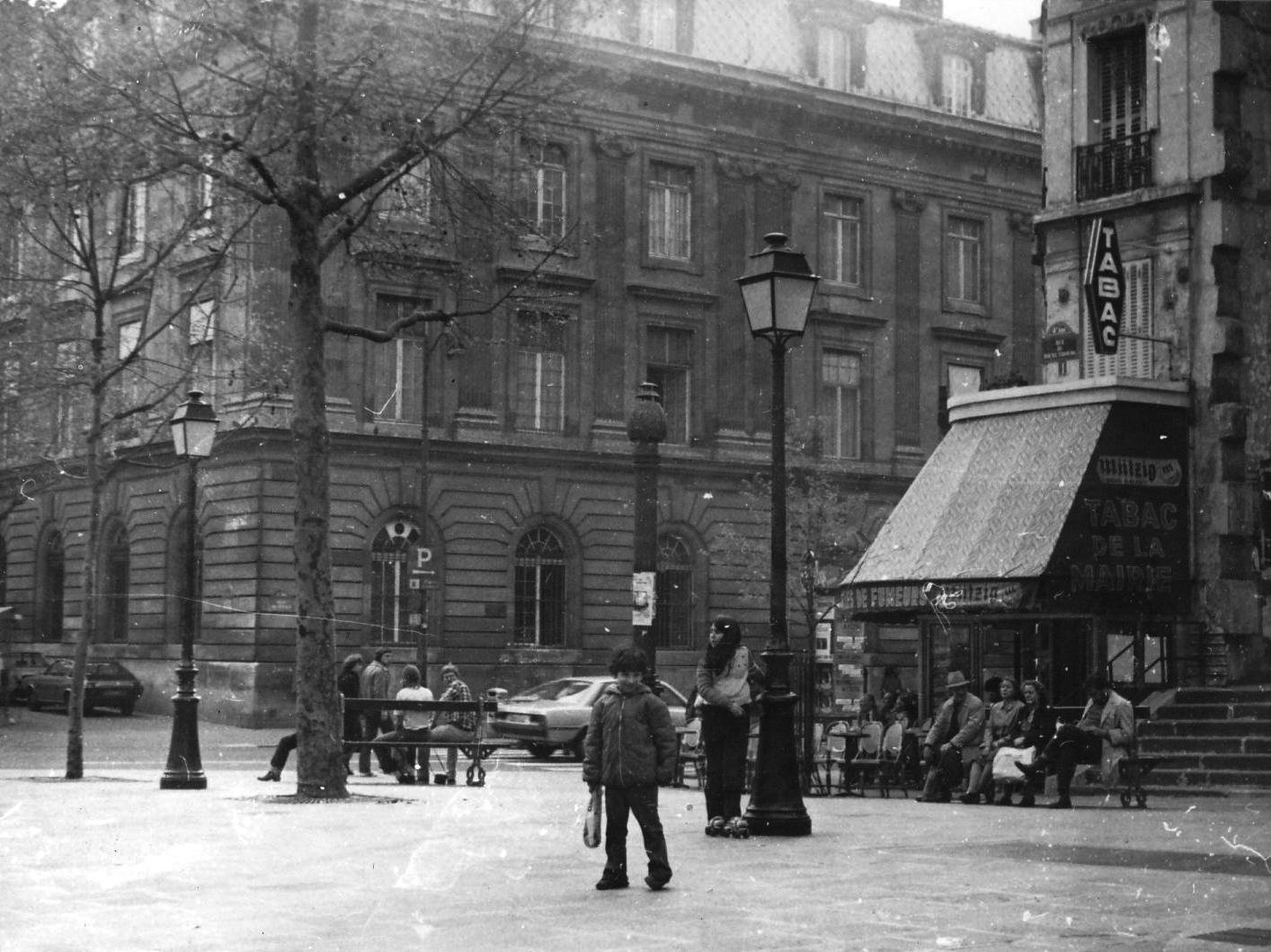
Rue du Bourg-Tibourg en 1981.
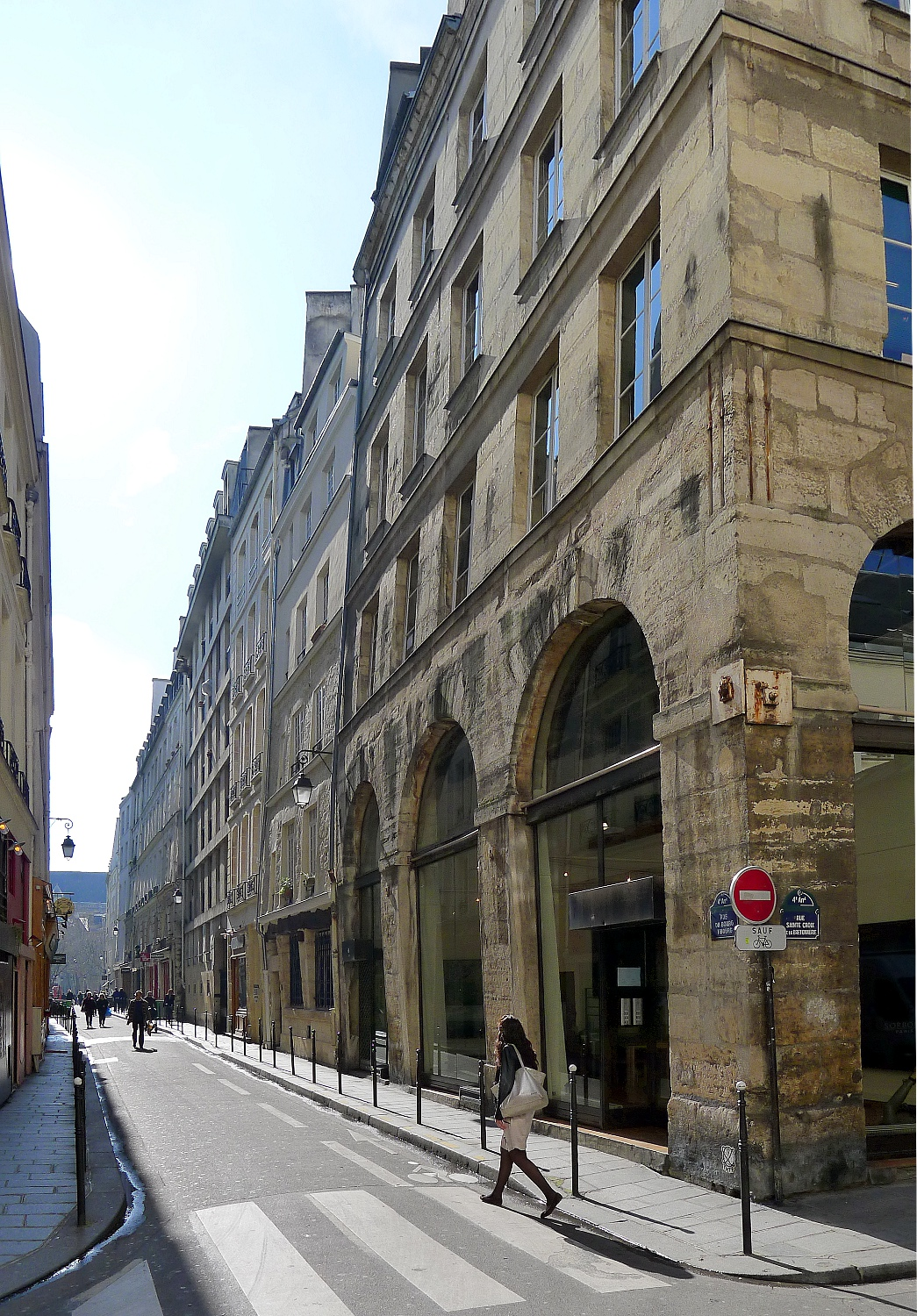
Rue du Bourg-Tibourg en 2011.
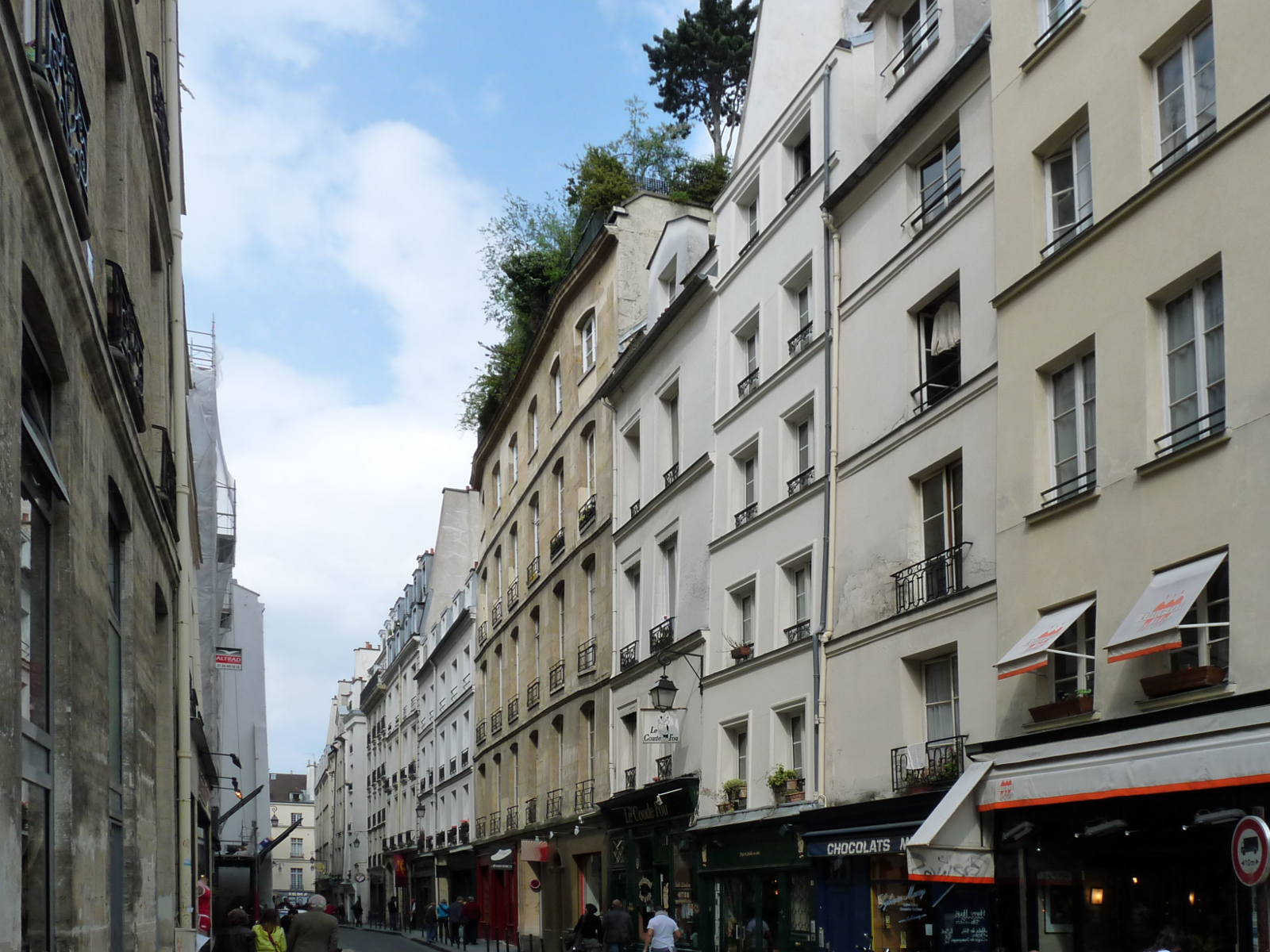
Autre vue de la rue.
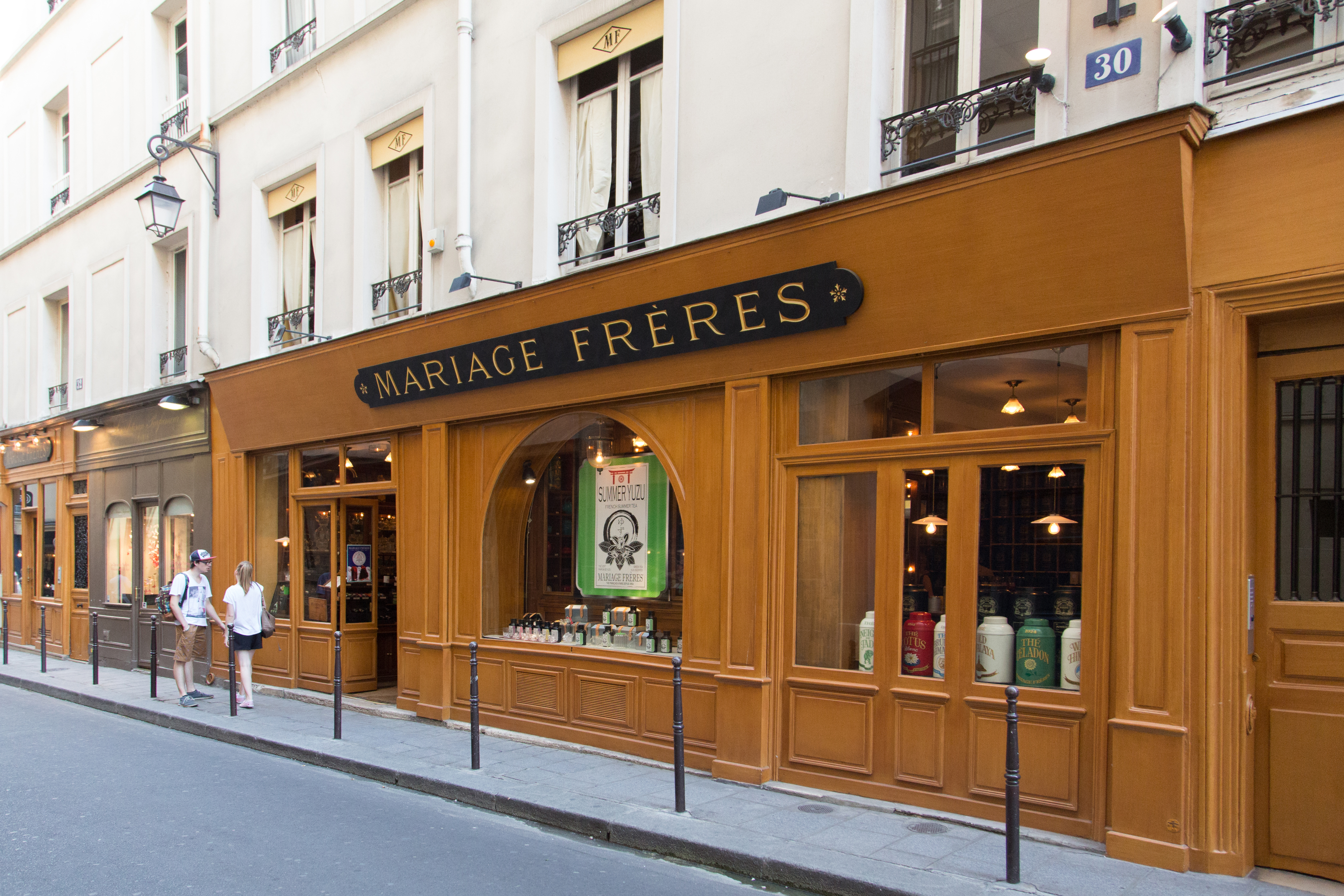
No 30, rue du Bourg-Tibourg.

## Bâtiments remarquables et lieux de mémoire
- No 2 : sous le Second Empire, devant cet emplacement, les « marchands d’hommes » trouvaient, contre paiement, des remplaçants pour le service militaire[6].
- No 13 : immeuble du début du XVIIIe siècle situé à l'emplacement de l'hôtel particulier de Pierre de Craon, hôtel qui fut rasé après l'attentat contre Olivier de Clisson ; on peut y voir des ferronneries.
- No 24 : synagogue de la rue du Bourg-Tibourg.
- Nos 25 à 31 : immeuble du XVIIIe siècle.
- No 34 : immeuble du XVIIe siècle avec de belles ferronneries.
- Il y avait dans cette rue l'hôtel Nicolaï devenu hôtel d'Argouges, car il fut occupé par le lieutenant civil Jérôme d'Argouges. Il fut construit à l’emplacement de l’habitation de l’évêque Pierre Cauchon[7].